# Manawa (Wisconsin)
Manawa es una ciudad ubicada en el condado de Waupaca en el estado estadounidense de Wisconsin. En el Censo de 2010 tenía una población de 1.371 habitantes y una densidad poblacional de 298,73 personas por km².

## Geografía
Manawa se encuentra ubicada en las coordenadas 44°27′42″N 88°55′14″O / 44.46167, -88.92056. Según la Oficina del Censo de los Estados Unidos, Manawa tiene una superficie total de 4.59 km², de la cual 4.23 km² corresponden a tierra firme y (7.9%) 0.36 km² es agua.

## Demografía
Según el censo de 2010, había 1.371 personas residiendo en Manawa. La densidad de población era de 298,73 hab./km². De los 1.371 habitantes, Manawa estaba compuesto por el 97.08% blancos, el 0.22% eran afroamericanos, el 0.51% eran amerindios, el 0.36% eran asiáticos, el 0% eran isleños del Pacífico, el 1.02% eran de otras razas y el 0.8% pertenecían a dos o más razas. Del total de la población el 1.97% eran hispanos o latinos de cualquier raza.